# Phil Heath

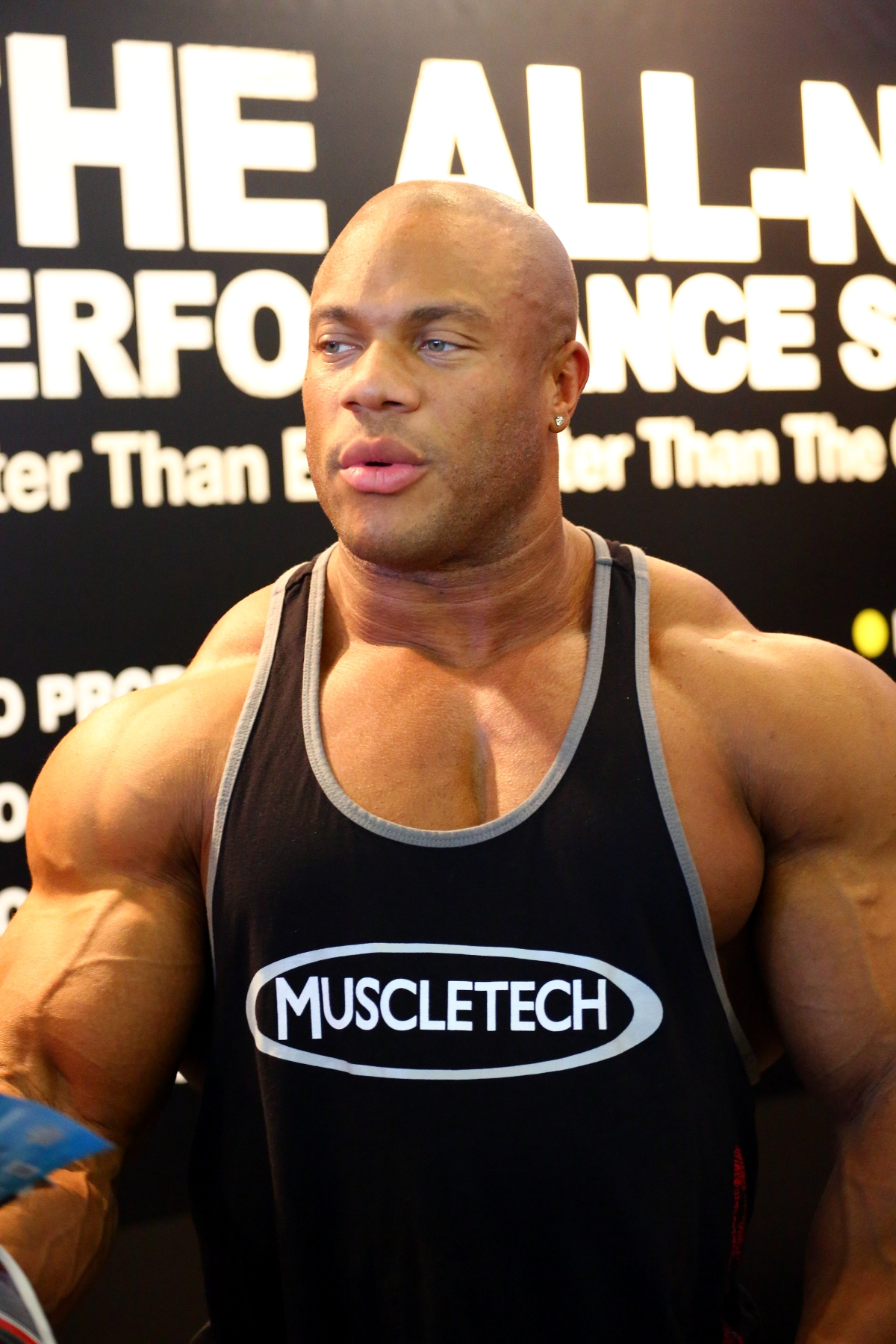
Phil Heath, 2012

Phillip Jerrod „Phil“ Heath (* 18. Dezember 1979 in Seattle, Washington) ist ein ehemaliger professioneller Bodybuilder aus den Vereinigten Staaten. Er steht beim internationalen Verband IFBB unter Vertrag und ist Mr. Olympia der Jahre 2011, 2012, 2013, 2014, 2015, 2016 und 2017. Bereits im Jahr 2010 schloss er diesen auf dem zweiten Platz ab, nachdem er im Jahr 2009 Fünfter wurde.

## Leben
Heath wuchs in Seattle auf und studierte Informatik sowie Betriebswirtschaft an der University of Denver in Colorado. Während seines Studiums spielte er erfolgreich Basketball. Mit 23 Jahren wechselte er zum Bodybuilding und gewann bereits drei Jahre später seinen ersten Amateurwettkampf, dank dessen er auch an Veranstaltungen für professionelle Bodybuilder teilnehmen konnte.
Seinen größten Triumph feierte Heath im Jahr 2011 mit dem Sieg des Wettkampfs um den Titel des Mr. Olympia, auf den er sich in seiner Massephase mit ganzen acht Mahlzeiten pro Tag vorbereitete. Diese beinhalteten insgesamt ca. 9400 kcal, die sich aus 910 g Proteinen, 239 g Fetten und 881 g Kohlenhydraten zusammensetzten. In den Jahren 2012, 2013, 2014, 2015, 2016 und 2017  konnte er seinen Erfolg wiederholen. Die Dokumentation Generation Iron von Vlad Yudin zeigt Heath bei seinem Sieg 2012.
Heath war von 2007 bis 2015 mit Jennie Heath (geb. Laxson) verheiratet.

## Wettbewerbe
- 2007 Arnold Classic, 5. Platz[3]
- 2008 IFBB Iron Man, 1. Platz[4]
- 2008 Arnold Classic, 2. Platz
- 2008 Mr. Olympia, 3. Platz
- 2009 Mr. Olympia, 5. Platz
- 2010 Mr. Olympia, 2. Platz
- 2011 Mr. Olympia, 1. Platz
- 2011 Sheru Classic, 1. Platz[5]
- 2012 Mr. Olympia, 1. Platz
- 2012 Sheru Classic, 1. Platz
- 2013 Mr. Olympia, 1. Platz
- 2013 Arnold Classic Europe, 1. Platz
- 2014 Mr. Olympia, 1. Platz
- 2015 Mr. Olympia, 1. Platz
- 2016 Mr. Olympia, 1. Platz[6]
- 2017 Mr. Olympia, 1. Platz
- 2018 Mr. Olympia, 2. Platz
- 2020 Mr. Olympia, 3. Platz

## Körperdaten
- Größe: 5 ft 9 in (175 cm)
- Wettkampfgewicht: 110 kg (Mr. Olympia 2011)
- Off-Season-Gewicht: 125 kg
- Armumfang: 58 cm
- Beinumfang: 76 cm
- Nacken: 47 cm
- Brust: 140 cm
- Körperfettanteil: 3,7 % (Mr. Olympia 2011)